# Daniel Heller-Roazen
 (mai 2023).
Si vous disposez d'ouvrages ou d'articles de référence ou si vous connaissez des sites web de qualité traitant du thème abordé ici, merci de compléter l'article en donnant les références utiles à sa vérifiabilité et en les liant à la section « Notes et références ».
Daniel Heller-Roazen est un philosophe canadien né le 9 août 1974. Il enseigne à l'Université de Princeton.

## Biographie
Daniel Heller-Roazen est né au Canada. Il est professeur de littérature comparée à l’Université de Princeton. Il est traducteur en anglais des œuvres de Giorgio Agamben.

## Livres en français
- Écholalies. Essai sur l'oubli des langues, Paris, Le Seuil, coll. « La Librairie du XXIe siècle », 2007
- L'Ennemi de tous. Le Pirate contre les nations, Paris, Le Seuil, coll. « La Librairie du XXIe siècle », 2010
- Une Archéologie du toucher, Paris, Le Seuil, coll. « La Librairie du XXIe siècle », 2012
- Le Cinquième Marteau. Pythagore et la dysharmonie du monde, Paris, Le Seuil, coll. « La Librairie du XXIe siècle », 2014
- Langues obscures. L’art des voleurs et des poètes, traduit de l'anglais par Françoise et Paul Chemla, Paris, Le Seuil, coll. « La Librairie du XXIe siècle », 2017
- No One’s Ways. An Essay on Infinite Naming, 2017
- Compter pour personne : un traité des absents, La Découverte, 20 avril 2023 (ISBN 978-2-348-07582-7, lire en ligne)[1]